# اثر پیش‌زمینه
اثر پیش‌زمینه (به انگلیسی: Priming Effect) وقتی روی می‌دهد که قرار گرفتن در معرض یک محرک، ناخواسته و ناخودآگاه، در پاسخ به محرک بعدی تأثیر می‌گذارد. به عنوان مثال، چنانچه ابتدا کلمه دکتر به شخصی گفته شود و بعد از او بخواهند که با حرف «پ» یک کلمه بگوید به احتمال قوی کلمه پرستار یا پزشک را خواهد گفت تا مثلاً پرتقال.. به دلیل اثر پیش‌زمینه افکار و رفتار ما ممکن است تحت تاثیر محرک‌هایی باشد که به آنها توجهی نداریم و یا حتی از وجود آنها بی‌خبر هستیم. برای همین در هر زمانی افکار و رفتار ما بسیار بیشتر از آنچه می‌خواهیم و می‌دانیم تحت تاثیر محیط است.
اثر پیش‌زمینه به کلمات محدود نمی‌شود. کارها و اعمال ما توسط رویدادها و محرک‌هایی پیش‌زمینه‌سازی می‌شوند که ما از آنها آگاه نیستیم. در آزمایشی که به سال ۱۹۹۶ توسط روان‌شناس جان بارگ John Bargh در دانشگاه نیویورک انجام شد از دو گروه از دانشجویان خواسته شد تا با کلماتی به هم ریخته جمله سازی کنند. یک گروه از دانشجویان با کلماتی جمله می‌ساختند که با مفهوم پیری در ارتباط بود. وقتی کار دانشجویان تمام شد از آنها خواستند تا به اتاقی در انتهای سالن بروند. وقتی زمان رفتن به انتهای سالن را در هر دو گروه اندازه گرفتند مشخص شد که گروهی که جملاتی مربوط به پیری ساخته بودند به شکلی مشخص، آرام‌تر مسافت را پیمودند.  در پژوهشی دیگر در دانشگاه ییل مشخص شد که هنگام گفتگو و مصاحبه، حتی در دست گرفتن یک لیوان نوشیدنی گرم یا سرد می‌تواند بر نظر افراد دربارهٔ شخص مخاطب تأثیر بگذارد. در این پژوهش مشخص شد شرکت‌کنندگانی که لیوان قهوهٔ گرم در دست داشتند مخاطب خود را مثبت‌تر و گرمتر ارزیابی کردند.
حتی یک حرکت ساده دست یا سر یا یک ژست می‌تواند تصمیمات و افکار ما را تحت تأثیر خود قرار دهد. در آزمایشی به سال ۱۹۸۰ که با عنوان «تأثیر حرکت سر بر متقاعد شدن» The Effects of Over Head Movements on Persuasion منتشر شد. گری ولز (Gary L. Wells) و ریچارد ای. پتی (Richard E. Petty) از شرکت کنندگان در آزمایش خواستند که با هدفون به پیامی صوتی گوش دهند. به آنها گفته شد که هدف آزمایش بررسی کیفیت صدای هدفون است. از نیمی از آنها خواسته شد که در هنگام گوش دادن به پیام سر خود را بالا و پایین کنند (حرکتی شبیه به تأیید) و از نیمی دیگر خواسته شد که سر خود را به چپ و راست تکان دهند (حرکتی شبیه به نفی). وقتی روانشناسان نظر شرکت کنندگان را دربارهٔ درستی پیامی که گوش دادند پرسیدند، آنهایی که سرشان را به علامت تأیید بالا و پایین می‌کردند بیشتر تمایل به پذیرش پیام داشتند تا آنهایی که در هنگام گوش کردن سرشان را به چپ و راست تکان می‌دادند.

مبلغ پرداختی در ازای یک لیتر مصرف شیر

در آزمایشی دیگر در دانشکده روان‌شناسی دانشگاه نیوکاسل که در سال ۲۰۰۶ تحت عنوان «احساس تحت نظر بودن میل به کمک و مشارکت را افزایش می‌دهد» منتشر شد اثر پیش زمینه به خوبی مشخص است. این آزمایش ۱۰ هفته طول کشید و شرکت کنندگان آن اعضای دانشکده روان‌پزشکی دانشگاه نیوکاسل بودند. از اساتید خواسته شده بود که با رضایت و میل خود مبلغی را بابت استفاده از قهوه‌ای که در ساعات کاری مصرف می‌کنند در صندوق کمک به دانشکده بریزند. در هر هفته در بالای صندوق بدون اطلاع شرکت کنندگان تصویری نصب می‌شد که یا تصویر گل بود یا تصویر چشمان کسی که به روبرو خیره شده بود. بعد از اتمام آزمایش مشخص شد که چنانچه تصویر بالای صندوق تصویر کسی باشد که به نظر می‌رسد به فرد در حال پول انداختن در صندوق زل زده‌است مبلغ مشارکت نسبت به زمانی که تصویر بالای صندوق گل است افزایش می‌یابد. نمودار این آزمایش نشان می‌دهد که در هفته اول که تصویر چشمانی کاملاً باز به افراد شرکت کننده زل زده‌است مبلغ مشارکت ۷۰ سنت به ازای یک لیتر شیر است. اما در هفته دوم که تصویر گل در بالای صندوق قرار دارد مشارکت به حدود ۱۵ سنت به ازای یک لیتر شیر تنزل می‌کند. و به همین ترتیب تا هفته دهم.
مطالعات در زمینه اثر پیش‌زمینه نشان می‌دهند که محرک‌های زیادی در همهٔ محیط‌ها قرار دارند که ما از آنها آگاه نیستیم اما تأثیرات مؤثری بر افکار و اعمال ما دارند. این محرک‌ها و تاثیراتشان از لحظه‌ای به لحظه دیگر در تغییر هستند. یک نسیم خنک در یک روز گرم ممکن است باعث کمی خوش‌بینی و مثبت‌اندیشی شما در آنچه در حال ارزیابی هستید شود. وضعیت عفو مشروط یک نفر در برابر قاضی در یک دادگاه ممکن است تحت تأثیر یک چای گرم، یک نوشیدنی یا هر محرک دیگری قرار گیرد.
مطالعات در زمینه اثر پیش‌زمینه نشان می‌دهد که برخلاف آنچه تصور می‌کنیم در زمان تصمیم‌گیری و قضاوت اراده‌ آزاد و مستقل نداریم. برای مثال تصور ما این است که هنگام رای دادن ارزیابی آگاهانه ما از موضوعات باعث انتخاب ما خواهند بود و نه مسائل و موضوعات کاملا بی‌ربط.  اما این طور نیست. حتی محل رای گیری می‌تواند اثر مستقیم بر رای ما داشته باشد. مطالعه‌ای در آریزونا در سال ۲۰۰۰ میلادی انجام شد که نشان می‌داد در زمان رای گیری از والدین دانش‌آموزان برای افزایش بودجه مدارس چنانچه محل را‌ی گیری در خود مدرسه باشد حمایت آنها بیشتر خواهد بود تا نسبت به زمانی که محل‌رای گیری جایی دیگر باشد.

## انواع
اثر پیش‌زمینه مثبت یا منفی:
منظور از اثر پیش‌زمینه مثبت یا منفی این است که در زمان انجام یک کار یا فرایند، آیا پیش‌زمینه باعث سرعت بخشیدن به کار خواهد شد یا خیر. یک پیش‌زمینه مثبت فرایند را سرعت می‌دهد درحالیکه پیش زمینه منفی عکس آن عمل می‌کند.